# Tianlu Shan
Tianlu Shan (kinesiska: 天露山) är ett berg i Kina. Det ligger i provinsen Guangdong, i den södra delen av landet, omkring 130 kilometer sydväst om provinshuvudstaden Guangzhou. Toppen på Tianlu Shan är 1 250 meter över havet.
Tianlu Shan är den högsta punkten i trakten. Runt Tianlu Shan är det tätbefolkat, med 276 invånare per kvadratkilometer. Närmaste större samhälle är Shahu, 19,7 km öster om Tianlu Shan. I omgivningarna runt Tianlu Shan växer i huvudsak städsegrön lövskog.
Genomsnittlig årsnederbörd är 2 414 millimeter. Den regnigaste månaden är juli, med i genomsnitt 368 mm nederbörd, och den torraste är januari, med 26 mm nederbörd.